# Союз демократических сил
Союз демократических сил (болг. Съюз на демократичните сили, сокращённо СДС) — политическая партия в Болгарии, созданная 7 декабря 1989 года как коалиция оппозиционных антикоммунистических организаций Народной Республики Болгарии. В 1990-е годы одна из двух основных партий страны.

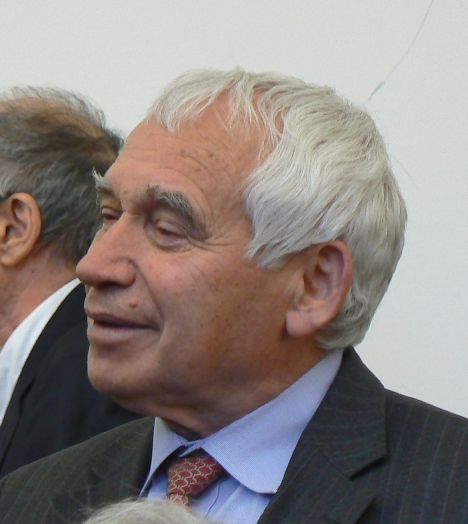
Желю Желев

## История

### Демократическая коалиция

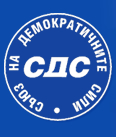
Старый логотип СДС

Создана 7 декабря 1989 года как коалиция 13 оппозиционных организаций — от левых (социал-демократов и членов Земледельческого союза) до крайне правых (включая националистов), стала главной антикоммунистической политической силой, внесла большой вклад в формирование плюралистической партийной системы. Председателем Национального координационного совета СДС был избран Желю Желев, лидер Клуба в поддержку гласности и перестройки. В феврале 1990 года начал выходить печатный орган СДС «Демокрация». Национальный «круглый стол», заседания которого проходили в январе—мае 1990 года, фактически был диалогом между властью и оппозиционным СДС.

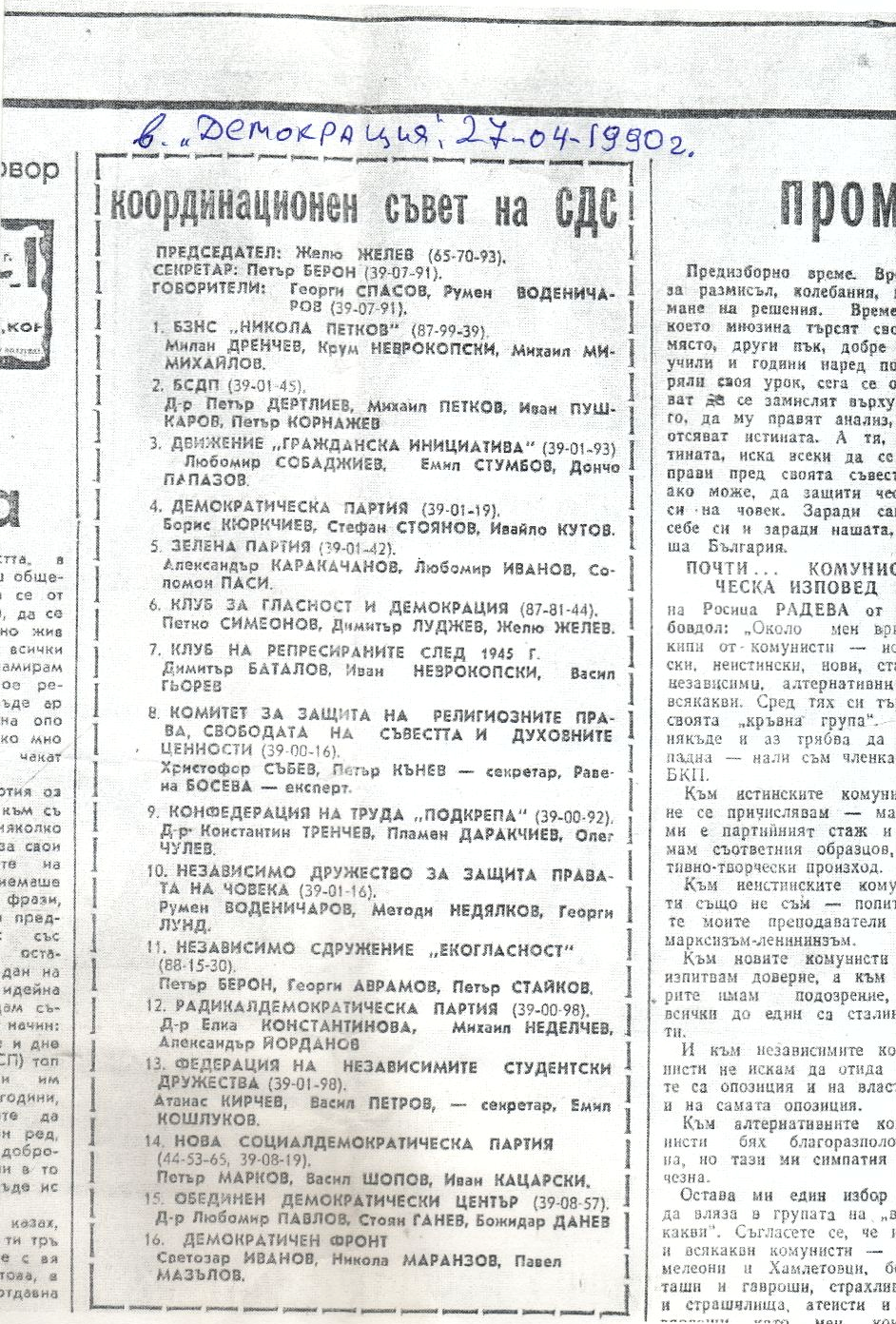
Официальный список членов Координационного совета СДС, опубликованый в газете «Демокрация» от 27 апреля 1990 года

В июне 1990 года прошли первые свободные выборы с 1931 года. Их выиграла Болгарская социалистическая партия (БСП), получившая 211 место из 400, но это была пиррова победа. Занявший второе место со 144 мандатами СДС победил в крупных городах, включая столицу. Сторонники оппозиции начали кампанию гражданского неповиновения, депутаты СДС в парламенте использовали обструкционистскую тактику. Власть принадлежала БСП, но она вынуждена была делать то, что диктовала улица, направляемая СДС. В результате 6 июля подал в отставку с поста президента Пётр Младенов. 23 июля из мавзолея вынесли тело Георгия Димитрова. 1 августа парламент избрал президентом Ж. Желева.
В декабре 1990 года было сформировано коалиционное правительство СДС, БСП и Болгарского земледельческого народного союза во главе с беспартийным юристом Димитром Поповым. 1 февраля 1991 года началась экономическая реформа с либерализацией цен и девальвацией валюты. 12 июля Болгария первой из постсоциалистических стран приняла новую Конституцию. В октябре состоялись парламентские выборы, по итогам которых коалиционное правительство сформировали СДС, занявший первое место со 110 мандатами из 240, и Движение за права и свободы, представляющее интересы туркоязычных граждан (24 мандата). Премьер-министром стал лидер СДС Филип Димитров. Социальная нестабильность и кризисное состояние экономики обусловили частую смену правительственных кабинетов в период трансформации.

### Партия
В феврале 1997 года СДС был преобразован из коалиции в партию.

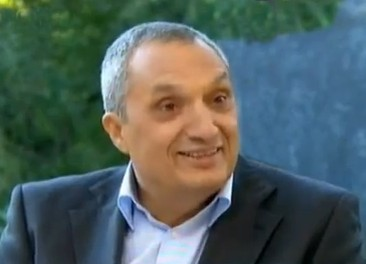
Иван Костов

На парламентских выборах 19 апреля 1997 года победил получивший 137 депутатских мест правоцентристский блок «Объединённые демократические силы», главную роль в котором играл СДС. Правительство лидера СДС Ивана Костова, получившее в наследство экономику на грани полного развала, сумело в короткие сроки добиться политической, финансовой и макроэкономической стабилизации. Премьер-министр выступил с радикальной четырехлетней программой развития страны, конечной целью которой являлось вступление в ЕС и НАТО.
С 1 июля 1997 года по рекомендации МВФ и Всемирного банка финансовая система Болгарии была взята под контроль «валютного совета», курс национальной валюты «привязали» к немецкой марке в соотношении 1 марка = 1000 левов (после деноминации в мае 1999 года 1 марка = 1 лев), а впоследствии к евро (1 евро = 1,95583 левов; официальная ставка БНБ). Жёсткая валютная политика остановила галопирующую инфляцию. Одним из первых шагов нового правительства явился запуск программы массовой приватизации, большинство убыточных предприятий было приватизировано или ликвидировано. Уже в 1998 году ВВП вырос на 3,5 %. Хотя правительство Костова стало первым за период трансформации, кому удалось находиться у власти до очередных выборов, безработица, составившая в 2001 году 19 %, и коррупция в ходе приватизации привели к падению поддержки правящей коалиции.
На парламентских выборах 2001 года «Объединённые демократические силы» получили 18,18 % голосов и 51 депутатский мандат. Костов был обвинён в неудаче и был вынужден покинуть пост лидера СДС. Он не согласился с обвинениями и в 2004 году со своими сторонниками основал партию Демократы за сильную Болгарию.

## Современный этап
На парламентских выборах 2005 года «Объединённые демократические силы» получили 7,7 % голосов и 20 депутатских мандатов. На выборах в Европарламент 2007 года СДС набрал около 4,74 % голосов и не получил депутатских мест.
В начале 2009 года СДС и партия Демократы за сильную Болгарию образовали Синюю коалицию, получившую 6,76 % голосов и 15 депутатских мест на парламентских выборах 2009 года. В парламенте депутаты от Синей коалиции поддерживали однопартийное правительство меньшинства во главе с Бойко Борисовым.
После распада Синей коалиции выступая самостоятельно на парламентских выборах 2013 года СДС набрал 1,38 % голосов и потерял представительство в парламенте.
В декабре 2013 года СДС, Демократы за сильную Болгарию и их союзники сформировали Реформаторский блок (РБ), получивший 8,89 % голосов и 23 депутатских места на парламентских выборах 2014 года. Представители РБ вошли в сформированное после выборов коалиционное правительство Бойко Борисова. Лидер СДС Божидар Лукарский занял пост министра экономики.
На парламентских выборах 2021 года выступила единым списком с ГЕРБ.

## Лидеры
- Желю Желев (1989—1990) — президент в 1990—1997
- Пётр Берон (1990)
- Филип Димитров (1990—1994) — премьер-министр в 1991—1992
- Иван Костов (1994—2001) — премьер-министр в 1991—2001
- Екатерина Михайлова (2001—2002)
- Надежда Михайлова (2002—2005)
- Петр Стоянов (2005—2007) — президент в 1997—2002
- Пламен Юруков (2007—2008)
- Мартин Димитров (2008—2012)
- Емил Кабаиванов (2012—2013)
- Божидар Лукарский (2013—2018)
- Румен Христов (с 2018)